# Schenkenbrunn
Schenkenbrunn ist eine Ortschaft und Katastralgemeinde in der Gemeinde Bergern im Dunkelsteinerwald in Niederösterreich.

## Geografie
Das Dorf befindet sich nordöstlich von Geyersberg an einem Südhang und wird von der Landesstraße L109 erschlossen. Am 1. Jänner 2024 zählte die Ortschaft 148 Einwohner.

## Geschichte
Im Franziszeischen Kataster von 1821 ist Schenkenbrunn mit mehreren Gehöften längs der Durchgangsstraße verzeichnet. Laut Adressbuch von Österreich waren im Jahr 1938 in der Ortsgemeinde Schenkenbrunn ein Gastwirt mit Gemischtwarenhandel, ein Tischler und mehrere Landwirte ansässig. Zudem gab es beim Ort eine Ziegelei.